# سنة أولى نصب (فلم)
سنة أولى نصب فيلم مصري من إنتاج عام 2004. وهو أول فيلم روائي تخرجه المخرجة كاملة أبو ذكري.

## قصة الفيلم
تدور أحداث الفيلم حول شابين هما «خالد» و«أحمد» يعملان بالنصب، ويقرران ممارسة نشاطهما في الغردقة ولكنهم يتعرفان على فتاتين ميسورات الحال هن «داليا» و«نور» ويقعان في حبهن، كذلك يلتقيان برجل أعمال كبير طيب، يعرض عليهم بعد إنقاذه من الغرق فرصة العمل بمشروع كافيتيريا سياحي، فيعمل كل من أحمد وخالد على قدم وساق لإنجاز المشروع في أسرع وقت ممكن لكن يتدخل أب نور بعد ان اخبرته صدقتهما بالعلاقة وتستمر الاحداث...

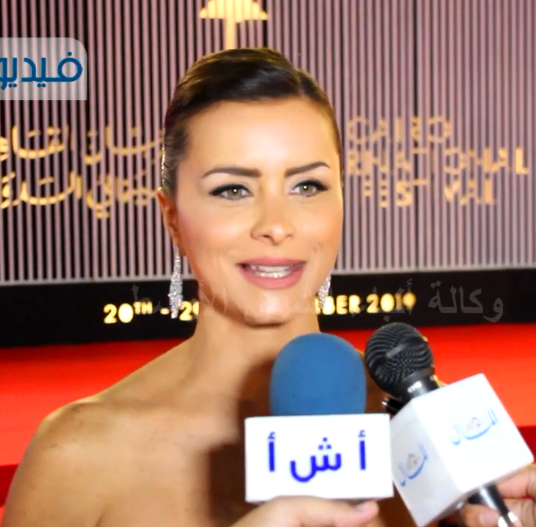
نـور في دور نـور

## بطولة
- أحمد عز
- نور
- خالد سليم
- داليا البحيري
- حسن حسني
- سميرة محسن
- أسامة عباس
- معتزة عبد الصبور
- تامر سمير
- أحمد الحلواني

## روابط خارجية
- مقالات تستعمل روابط فنية بلا صلة مع ويكي بيانات